# Shin Hakkenden
Shin Hakkenden (神八剣伝?) è una serie televisiva anime che si rifà al romanzo epico giapponese in 106 volumi del XIX secolo Nansō satomi hakkenden di Takizawa Bakin (a sua volta ispirato al grande romanzo classico cinese I briganti). È stata trasmessa in Giappone tra l'aprile e il settembre 1999 e in Italia tra il gennaio e il febbraio 2004 su Italia Teen Television.

## Trama
In un futuro prossimo, l'umanità è costretta a fuggire dalla Terra, prima dell'impatto di un'enorme cometa contro di essa. I terrestri vagano per molti anni nello spazio fino a quando non arrivano su un pianeta chiamato Heaven, governato dalla centesima regina Fuse, che aveva predetto la catastrofe consentendo la fuga agli abitanti della Terra. Il genere umano si divide e va ad abitare sulle 8 lune del pianeta. L'Imperatrice Fuse dichiara il centro di Heaven nuova casa dell'umanità, ma questo non fa che deteriorare i rapporti con gli esseri umani: Fuse viene criticata e spedita in esilio sull'ottava luna di Heaven. Fuse detiene un grande potere grazie a diverse pietre di straordinaria proprietà. Su Heaven la tecnologia è molto avanzata, ma nonostante questo notevole livello qualitativo della vita, la pace sul pianeta è minacciata dalle mire espansionistiche dei signori del male, costituiti dall'unione delle famiglie Yuara, Ned e Medi, che provano a conquistare tutto lo spazio circostante.
Kou Yagami (Kori nell'edizione italiana), un ragazzo dodicenne protagonista della serie, riceve dal padre la mitica spada Murasame, forgiata da lui stesso prima di venire ucciso. Tale spada ha una gemma rossa incastonata nell'elsa, che permette a Kou di trasformarsi in un guerriero invincibile, facendogli però perdere l'uso della ragione. Infatti, quando riprende conoscenza vedendo gli uomini da lui uccisi, ha profondi sensi di colpa e conflitti di coscienza, data la generosità e gentilezza del suo animo.
Kori incontrerà Chuuji (Kujo nella versione italiana), un cane-cyborg parlante, anche lui in possesso di una pietra incastrata in un canino. Diverrà così un fedele e prezioso amico di Kou, grazie al quale riuscirà a superare diverse difficoltà. Durante il viaggio fra le otto lune, in cui è alla ricerca della madre, che gli consentirebbe anche di capire il segreto della spada e della gemma rossa, incontrerà diversi personaggi, si unirà alla lotta dei guerriglieri e farà la conoscenza di Noburu (Nola nel doppiaggio italiano), ragazza cinica e fredda da quando è stata costretta, sin dall'età di 13 anni, ad uccidere, la sua vita le ha insegnato a vedere solo violenza, ma Kou ha un animo buono, e cercherà di farle comprendere il valore della lealtà.

## Personaggi e doppiatori
| Personaggio (nome italiano) | Doppiatore originale | Doppiatore italiano  |
| --------------------------- | -------------------- | -------------------- |
| Kou Yagami (Kori)           | Masami Suzuki        | Massimo Di Benedetto |
| Jinrai Hazuki               | Toshiyuki Morikawa   | Marco Balzarotti     |
| Chuuji (Kujo)               | Naoki Tatsuta        | Mario Zucca          |
| Noburu Kongou (Nola)        |                      | Renata Bertolas      |
| Tomoka Taiga                | Ryōtarō Okiayu       | Gianluca Iacono      |
| Funamushi                   | Naoko Kyoda          | Grazia Migneco       |
| Gokumon                     | Takashi Nagasako     | Riccardo Lombardo    |
| Gyo Enjou                   | Tomohiro Nishimura   | Luca Sandri          |
| Ray Yozora                  | Yu Asakawa           | Giovanna Papandrea   |
| Ruty Onmyou                 | Shiho Kikuchi        |                      |
| Kai Owari                   | Takehito Koyasu      | Claudio Moneta       |
| Ayashi                      | Mami Kingetsu        | Alessandra Karpoff   |
| Tamasuza                    |                      | Sonia Mazza          |
| Ebira                       |                      | Maurizio Scattorin   |

## Anime

### Episodi
| Nº | Titolo italiano Giapponese 「Kanji」 - Rōmaji - Traduzione letterale                                                   | In onda           | In onda          |
| Nº | Titolo italiano Giapponese 「Kanji」 - Rōmaji - Traduzione letterale                                                   | Giapponese        | Italiano         |
| 1  | Lacrime nello spazio 「コウ、号泣する」 - Kou, goukyuu suru – "Kou, piangere a dirotto"                                | 3 aprile 1999     | 22 gennaio 2004  |
| 2  | L'incontro 「チュウジ、コウを拾う」 - Chuuji, Kou o hirou – "Chuuji, trovare Kou"                                      | 10 aprile 1999    | 23 gennaio 2004  |
| 3  | Una dura lezione 「ノブル、コウを殴る」 - Noburu, Kou o naguru – "Noburu, picchiare Kou"                               | 17 aprile 1999    | 24 gennaio 2004  |
| 4  | Sulle tracce del destino 「コウ、運命を知る」 - Kou, unmei o shiru – "Kou, conoscere il destino"                       | 24 aprile 1999    | 25 gennaio 2004  |
| 5  | L'arresto 「コウ、逮捕される」 - Kou, taiho sareru – "Kou, essere arrestato"                                           | 1º maggio 1999    | 26 gennaio 2004  |
| 6  | Il potere del fuoco 「ギョウ、コウを襲う」 - Gyou, Kou o osou – "Gyou, attaccare Kou"                                  | 8 maggio 1999     | 27 gennaio 2004  |
| 7  | L'arrivo di Tomoka 「トモカ、侵入する」 - Tomoka, shinnyuu suru – "Tomoka, introdursi"                                 | 15 maggio 1999    | 28 gennaio 2004  |
| 8  | In trappola 「コウ、罠にはまる」 - Kou, wana ni hamaru – "Kou, cadere in trappola"                                     | 22 maggio 1999    | 29 gennaio 2004  |
| 9  | La spia 「レイ、コウに接近する」 - Rei, Kou ni sekkin suru – "Rei, avvicinarsi a Kou"                                  | 29 maggio 1999    | 30 gennaio 2004  |
| 10 | L'interrogatorio 「コウ、調べられる」 - Kou, shiraberareru – "Kou, essere interrogato"                                 | 5 giugno 1999     | 31 gennaio 2004  |
| 11 | La vendetta 「ギョウ、復讐を遂げる」 - Gyou, fukushuu o togeru – "Gyou, compiere vendetta"                             | 12 giugno 1999    | 1º febbraio 2004 |
| 12 | Nell'occhio del mirino 「コウたち、狙われる」 - Kou-tachi, nerawareru – "Kou e gli altri, essere presi di mira"        | 19 giugno 1999    | 2 febbraio 2004  |
| 13 | Distruzione di una stella 「レイ、星を砕く」 - Rei, hoshi o kudaku – "Rei, distruggere una stella"                     | 26 giugno 1999    | 3 febbraio 2004  |
| 14 | Faccia a faccia 「コウ、カイと対する」 - Kou, Kai to taisuru – "Kou, affrontare Kai"                                   | 3 luglio 1999     | 4 febbraio 2004  |
| 15 | Frammenti del passato 「ジンライ、嫌われる」 - Jinrai, kirawareru – "Jinrai, essere odiato"                            | 10 luglio 1999    | 5 febbraio 2004  |
| 16 | Ad alto rischio 「トモカ、大勝負する」 - Tomoka, dai-shoubu suru – "Tomoka, fare una grande scommessa"                 | 17 luglio 1999    | 6 febbraio 2004  |
| 17 | La fuga 「コウたち、脱出する」 - Kou-tachi, dasshutsu suru – "Kou e gli altri, fuggire"                                | 24 luglio 1999    | 7 febbraio 2004  |
| 18 | Mia madre… 「コウたち、ハハを捜す」 - Kou-tachi, haha o sagasu – "Kou e gli altri, cercare la mamma"                   | 31 luglio 1999    | 8 febbraio 2004  |
| 19 | Rabbia 「ルーティ、怒（いか）る」 - Ruuti, ikaru – "Rooty, arrabbiarsi"                                                | 7 agosto 1999     | 9 febbraio 2004  |
| 20 | Una scoperta inaspettata 「コウたち、過去を走る」 - Kou-tachi, kako o hashiru – "Kou e gli altri, correre nel passato" | 14 agosto 1999    | 10 febbraio 2004 |
| 21 | Il mio passato… 「コウ、過去を知る」 - Kou, kako o shiru – "Kou, conoscere il passato"                                 | 21 agosto 1999    | 11 febbraio 2004 |
| 22 | Verso lo spazio profondo 「コウたち、天へ翔ぶ」 - Kou-tachi, ten e tobu – "Kou e gli altri, volare verso il cielo"     | 28 agosto 1999    | 12 febbraio 2004 |
| 23 | Amore fraterno 「ノブル、ジンライを許す」 - Noburu, Jinrai o yurusu – "Noburu, perdonare Jinrai"                       | 4 settembre 1999  | 13 febbraio 2004 |
| 24 | La chiamata 「チュウジ、フセへ誘（いざな）う」 - Chuuji, Fuse e izanau – "Chuuji, chiamare Fuse"                       | 11 settembre 1999 | 14 febbraio 2004 |
| 25 | Proteggere la regina… 「コウたち、フセを護る」 - Kou-tachi, Fuse o mamoru – "Kou e gli altri, proteggere Fuse"         | 18 settembre 1999 | 15 febbraio 2004 |
| 26 | Un nuovo domani… 「ルーティ、明日を創る」 - Ruuti, ashita o tsukuru – "Rooty, creare il domani"                        | 25 settembre 1999 | 16 febbraio 2004 |

### Sigle
Sigla di apertura
- Memories cantata da Angela

Sigla di chiusura
- Kitto onaji hoshi no naka de (きっと同じ星の中で?) cantata dai Friend of mine (ep. 1-13)
- Atarashii hibi - Shin Hakkenden Special Mix (あたらしい日々 神八剣伝スペシャルミックス?) cantata da RIZ"CO (ep. 14-26)

Sigla di apertura e di chiusura italiana
- Shin Hakkenden cantata da Giorgio Vanni

## Accoglienza
Un recensore di iCrewPlay ha trovato Shin Hakkenden come una serie con un ritmo veloce, in cui gli eventi si svolgono rapidi, piena di azione ma anche di riflessioni su diversi temi, come l'onore, la famiglia e la lealtà, che erano alla base del romanzo a cui si ispirava. La durata breve della storia impediva uno sviluppo perfetto di tutti i personaggi coinvolti, che comunque apparivano ben caratterizzati e piacevoli. Essendo una serie breve, poteva essere vista in poco tempo, risultando comunque in tempo ben speso.